# Григоренко Ігор Володимирович
Ігор Володимирович Григоренко (рос. Игорь Владимирович Григоренко; 9 квітня 1983, м. Тольятті, СРСР) — російський хокеїст, правий нападник. Майстер спорту міжнародного класу.
Вихованець хокейної школи «Лада» (Тольятті). Виступав за «Лада» (Тольятті), ЦСК ВВС (Самара), «Сєвєрсталь» (Череповець), «Гранд-Репідс Гріффінс» (АХЛ), «Салават Юлаєв» (Уфа), ЦСКА Москва, Металург-Магнітогорськ.
У складі національної збірної Росії учасник чемпіонатів світу 2003 і 2006 (14 матчів, 3+3). У складі молодіжної збірної Росії учасник чемпіонатів світу 2002 і 2003. У складі юніорської збірної Росії учасник чемпіонату світу 2001.
Досягнення
- Чемпіон Росії (2008), бронзовий призер (2003, 2004)
- Володар Кубка Гагаріна (2011).